# Mirosława Grałek
Mirosława Kazimiera Grałek (ur. 7 stycznia 1942) – polska okulistka, profesor medycyny. Specjalizuje się w okulistyce dziecięcej (w szczególności retinopatii wcześniaków).
Habilitowała się w 1996 roku na podstawie oceny dorobku naukowego oraz pracy pod tytułem "Retinopatia wcześniaków". Tytuł naukowy profesora nauk medycznych został jej nadany w 2001 roku. Pracowała w I Katedrze Pediatrii Uniwersytetu Medycznego w Łodzi oraz jako profesor zwyczajny w warszawskim Centrum Zdrowia Dziecka. Obecnie zajmuje stanowisko profesora nadzwyczajnego w Katedrze Pediatrii Zabiegowej łódzkiego Uniwersytetu Medycznego.
Należy do Polskiego Towarzystwa Okulistycznego (była członkiem zarządu głównego). Współautorka opracowania "Retinopatia wcześniaków" (wraz z Anną Niwald, wyd. 2015, ISBN 978-83-200-4889-6). Swoje prace publikowała w czasopismach krajowych i zagranicznych, m.in. w Klinice Ocznej (członek komitetu honorowego), Okulistyce oraz Kontaktologii i Optyce Okulistycznej.